# Motey-sur-Saône
 Motey-sur-Saône  es una población y comuna francesa, situada en la región de Franco Condado, departamento de Alto Saona, en el distrito de Vesoul y cantón de Fresne-Saint-Mamès.

## Geografía

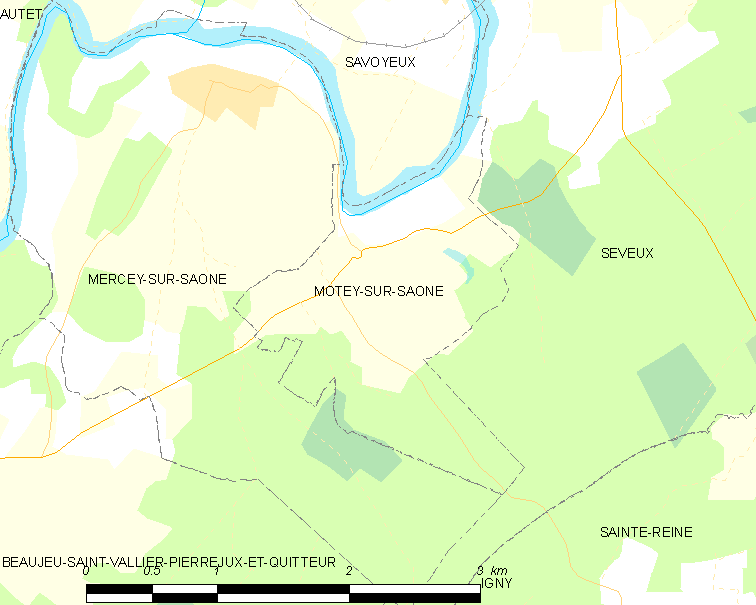
Situación de Motey-sur-Saône

## Demografía
| 42 | 33 | 22 | 18 | 16 | 30 | 26 |
| Para los censos de 1962 a 1999 la población legal corresponde a la población sin duplicidades (Fuente: INSEE [Consultar]) |    |    |    |    |    |    |